# Jack Gleeson
Jack Gleeson (sinh ngày 20 tháng 5 năm 1992) là một nam diễn viên người Ireland.